# العلاقات الدومينيكانية الموزمبيقية
العلاقات الدومينيكانية الموزمبيقية هي العلاقات الثنائية التي تجمع بين جمهورية الدومينيكان وموزمبيق.

## مقارنة بين البلدين
هذه مقارنة عامة ومرجعية للدولتين:
| وجه المقارنة                                              | جمهورية الدومينيكان | موزمبيق          |
| --------------------------------------------------------- | ------------------- | ---------------- |
| المساحة (كم2)                                             | 48.67 ألف           | 801.59 ألف       |
| عدد السكان (نسمة)                                         | 10.40 مليون         | 29.67 مليون      |
| الكثافة السكانية (ن./كم²)                                 | 213.68              | 37.01            |
| العاصمة                                                   | سانتو دومينغو       | مابوتو           |
| اللغة الرسمية                                             | اللغة الإسبانية     | اللغة البرتغالية |
| العملة                                                    | بيزو دومنيكاني      | متكال موزمبيقي   |
| الناتج المحلي الإجمالي (بليون دولار)                      | 75.93 مليار         | 12.33 مليار      |
| الناتج المحلي الإجمالي (تعادل القوة الشرائية) بليون دولار | 149.89 مليار        | 33.35 مليار      |
| الناتج المحلي الإجمالي الاسمي للفرد دولار أمريكي          | 6.47 ألف            | 529              |
| الناتج المحلي الإجمالي للفرد دولار أمريكي                 | 13.26 ألف           | 1.13 ألف         |
| مؤشر التنمية البشرية                                      | 0.715               | 0.416            |
| رمز المكالمات الدولي                                      | +1809، +1829، +1849 | +258             |
| رمز الإنترنت                                              | .do                 | .mz              |
| المنطقة الزمنية                                           | 00                  | ت ع م+02:00      |

## منظمات دولية مشتركة
يشترك البلدان في عضوية مجموعة من المنظمات الدولية، منها:
| علم المنظمة | اسم المنظمة                                 | تاريخ انضمام جمهورية الدومينيكان | تاريخ انضمام موزمبيق |
| ----------- | ------------------------------------------- | -------------------------------- | -------------------- |
|             | الاتحاد البريدي العالمي                     | ?                                | ?                    |
|             | مؤسسة التنمية الدولية                       | 16 نوفمبر 1962                   | 24 سبتمبر 1984       |
|             | منظمة حظر الأسلحة الكيميائية                | ?                                | ?                    |
|             | منظمة التجارة العالمية                      | ?                                | ?                    |
|             | الأمم المتحدة                               | 24 أكتوبر 1945                   | 16 سبتمبر 1975       |
|             | وكالة ضمان الاستثمار متعدد الأطراف          | 7 مارس 1997                      | 23 نوفمبر 1994       |
|             | منظمة الشرطة الجنائية الدولية               | ?                                | ?                    |
|             | مجموعة دول أفريقيا والكاريبي والمحيط الهادئ | ?                                | ?                    |
|             | مؤسسة التمويل الدولية                       | 31 أكتوبر 1961                   | 24 سبتمبر 1984       |
|             | البنك الدولي للإنشاء والتعمير               | 18 سبتمبر 1961                   | 24 سبتمبر 1984       |
|             | المنظمة الهيدروغرافية الدولية               | ?                                | ?                    |
|             | يونسكو                                      | 4 نوفمبر 1946                    | 11 أكتوبر 1976       |

## وصلات خارجية
- موقع وزارة الخارجية الموزمبيقية